# Oxycorynus missionis
Oxycorynus missionis is een keversoort uit de familie Belidae. De wetenschappelijke naam van de soort is voor het eerst geldig gepubliceerd in 1995 door Kuschel.